# Mokil
Mokil (również Mwoakilloa, poprzednia nazwa Wellington Island lub Duperrey Island) – zamieszkany atol w centralnej części Oceanu Spokojnego. Geograficznie należy do Wysp Karolińskich, do Sfederowanych Stanów Mikronezji. Atol został odkryty przez Louisa Isidore Duperreya w 1824 r.

## Geografia
Mokil leży 153 km na wschód od Pohnpei i około 113 km na północny zachód od Pingelap. Prawie prostokątny atol mierzy 4,5 km długości i 2,8 km szerokości. Łączna powierzchnia atolu to 6 km². Składa się z trzech wysp: Urak, Kahlap i Manton. Łączna powierzchnia wszystkich wysp wynosi około 1,24 km². Tylko położona na północnym wschodzie wyspa Kahlap jest zamieszkana. Ludność Mokil spadła z 177 w 2000 r. do 147 w roku 2008. Mieszkańcy mówią językiem mokil – podobnym do języka pohnpei.